# Jean Gilbert
Jean Gilbert (va néixer a Hamburg, Imperi Alemany, el dia 11 de febrer de 1879, sota el nom de Max Winterfeld, i va morir † a Buenos Aires, Argentina, el 20 de desembre de 1942), fou un compositor i director d'orquestra d'origen alemany.

## Joventut
La seva família era formada per 5 germans, dels quals tres germanes (Martha, Emmie i Lisbeth), i un germà (Eduard).
El seu pare, David Winterfeld, era un mercader jueu. La mare, Caroline Winterfeld, provenia d'una llarga tradició familiar de músics cantants a les sinagogues. Dos dels seus germans van ser importants dins el món musical: Bernhardt Dessau, concertino de l'Òpera Real de Berlín, i Sally Dessau, pare del compositor Paul Dessau.
Max Winterfeld va començar molt d'hora a estudiar piano, i a l'edat de 15 anys ja feia concerts.
Entre els anys 1894 i 1897 va estudiar música a Kiel, a Sondershausen, a Weimar i a Berlín (al conservatori Klindworth-Scharwenka, un dels més cèlebres del món en aquella època, on ell estudià composició amb Philipp Scharwenka, el germà de Xaver Scharwenka, qui va ser el fundador del conservatori que porta el seu nom i es va associar l'any 1893 amb el conservatori Klindworth).
El 1897, quan alheshores tenia 18 anys, va dirigir per primera vegada una obra de teatre, mentre era mestre de capella a Bremerhaven. L'any 1898, va retornar al seu poble natal i va dirigir una orquestra al teatre Carl-Schultze. Un any després, el dia 10 d'abril de 1899, es va casar amb Rosa Wagner, filla d'un comerciant d'Hamburg, però va haver de marxar per fer el servei militar al Règim d'Infanteria número 76 d'Hamburg.

## El principi de l'èxit
Als 20 anys, l'any 1900, després d'haver fet el servei militar, substitueix a Leo Fall a la Centralhallen-Theather de Hamburg exercint de compositor i de director d'orquestra, sota la direcció d'Ernst Drucker. L'any 1901 escriu Das Jungernstift, una opereta en estil francès basada en un vodevil de Guinot, que li va valer el seu nom d'autor Jean Gilbert. L'obra, creada a la Centralhalle, va tenir èxit.
Va dirigir el teatre Apollo a Berlin l'any 1901, on hi trobà Paul Lincke.
Va tornar de nou a Hamburg l'any 1903 i va dirigir de nou la Centrallhalle. Posteriorment va dirigir la Kapelle des Zirkus Hagenbeck l'any 1904, orquestra amb la qual va anar de gira per tot Europa (Alemanya, França, Italia i Escandinàvia, entre altres).
L'any 1908 es va dirigir a Düsseldorf i va tornar a compondre de nou per teatre. Entre el 1909 i el 1910 va escriure dues obres, utilitzant un llibret de Georg Okonkowski. El 26 de desembre de 1909 a Cottbus, va estrenar una farsa-vodevil: Polnische Wirtschaft. Dos mesos després, una de les seves més cèlebres operetes: Die Keusche Susanne, a Magdeburg.
Aquestes dues creacions, tocades immediatament a Berlín, passarien a ser d'una gran importància en la seva vida.

## 1910: el cim de la glòria

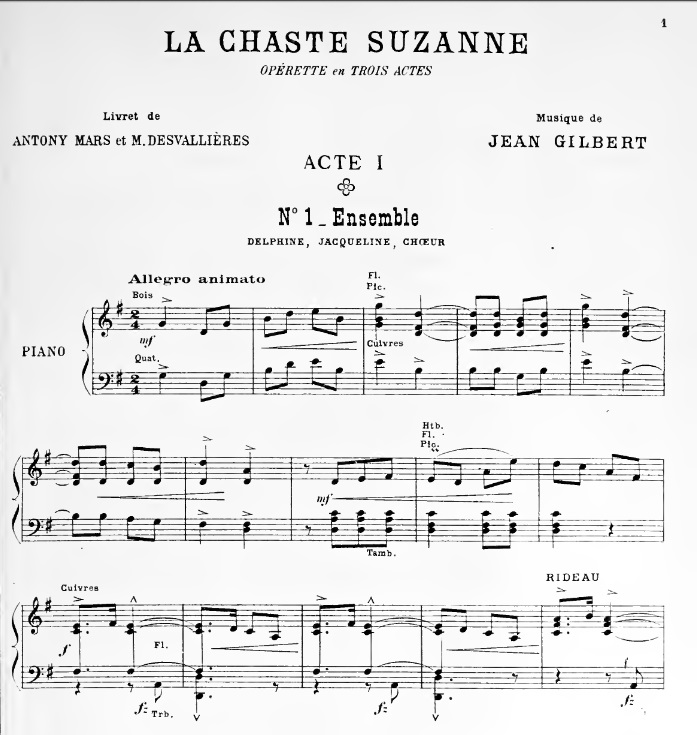
Primera pàgina d'una reducció orquestral de La Casta Susanna

El 1910 Die Polnische Wirschaft va ser representada per primera vegada al Thalia Theater de Berlin, dirigida pel mateix Jean Gilbert, i van obtenir un èxit tan gran que va ser repetida més de 600 vegades. L'èxit de Jean Gilbert no es va aturar a Alemanya: Die Keusche Susanne va ser traduïda en diverses llengües i portada a l'estranger el 1912: a Londres (Girl in the Taxi), a París (La chaste Suzanne), a Espanya i a Amèrica Llatina (La casta Susanna).
A partir d'aquest moment, va escriure com a mínim dues obres cada any: una farsa pel Thalia-Theater, i una opereta pel Metropoltheater.
Va inserir dins les seves obres els elements que li donaven un èxit immediat: els noms relacionats amb l'actualitat, i les danses modernes, com el Tango i el Cakewalk.
Als berlinesos els agradaven la seva manera de compondre marxes populars.
Va ser el 1912 quan va escriure la farsa Puppchen, on es troba una de les seves cançons més cèlebres: Puppchen, du bist mein Augenstern.

## La fi de l'èxit
El 1914 Jean Gilbert va estar de gira amb diverses orquestres de carrer essent ell mateix el propi contractista.
Amb l'inici de la primera guerra mundial, la glòria del compositor es va acabar. Va escriure obres pels temps de guerra, com Kam’rad Männe o Woran wir denken, que el va posar en discrepància amb el seu company Walter Kollo Schiffbruch.
No obstant això, Gilbert encara va tenir un petit període d'èxit abans de començar el declivi: a l'estranger, tot i la dificultat de la parla alemanya (a causa de la guerra), va fer nombrosos concerts després de l'armistici de 1918: a Londres, Katja, die Tänzerin va ser representada més de 500 vegades.
Va aprofitar l'oportunitat d'experimentar amb noves formes musicals, com en “Lustspiel mit Musik” (Dorine und der Zufall, 1922), o en el teatre musical (Hotel Stadt Lemberg, 1929).
El 17 de juny de 1924 es va separar de Rosa, i es va casar aquell mateix any amb una ballerina de Berlín, Gerda Stehlick.
Dos anys més tard, el 1926, va fusionar l'orquestra del Tivoli-Teather de Bremen amb diverses sales de concerts que va poder comprar (a Dresden, Hamburg et Frankfurt am Main). Sis mesos més tard, es va arruïnar i va marxar cap a Nova York durant un any, on va treballar pels Shubert Brothers.
En retornar, els problemes financers van tornar a interferir en la seva feina, encara que va continuar sent productiu en les seves composicions, treballant amb el seu fill Robert Gilbert, poeta de gran èxit.

## El període del nazisme i la fugida d'alemanya
L'any 1933 Hitler va arribar al poder, i Jean Gilbert es va retrobar amb l'impossibilitat d'exercir. Va fugir d'Alemanya a l'abril d'aquell any, i es va refugiar a Viena amb els seus dos fills (Robert i Henry), la seva dona Gerda, i les tres filles d'aquesta.
Va estrenar la seva última opereta a Viena, Die Dame mit dem Regenbogen.
En aquell moment de la seva vida, ell ja havia escrit més de cinquanta operetes.
A causa del control dels nazis, però, li era impossible trobar una feina (va estar prohibit a la llista de compositors de la Cambra del Reich el 12 de novembre de 1938)*, i Jean Gilbert va acceptar un lloc com a mestre de capella a Barcelona l'any 1936.

## Els anys d'emigració fins a Argentina
Un cop a espanya (va viatjar entre Barcelona i Madrid), va compondre música per a pel·lícules (La dona Francisquita, d'Antonio Vives). Al cap d'un any la guerra civil espanyola el va obligar a marxar a París, l'any 1937, on filmà Die Keusche Susanne. Va ser un any difícil per a Gilbert. El 1938, un any després, va arribar a Londres per intentar trobar èxit allà, però sense aconseguir-ho.
Al mes de maig de 1939 va canviar per última vegada de país, viatjant en vaixell fins a Buenos Aires, a l'Argentina, on va fer de director de l'orquestra “Radio El Mundo”, tocant tres vegades al cap de setmana amb l'orquestra, aportant molta popularitat al gènere de l'opereta a Argentina.
També va compondre molta música pel cinema nacional. L'any 1941 va ser guardonat amb el premi de millor música de pel·lícula argentina per a La Casta Susanna. Entre les seves obres cinematogràfiques hi trobem: Novios para las muchachas (Antonio Momplet, 1941), El pijama de Adán (Francisco Mugica, 1942), Su primer baile (Ernesto Arancibia, 1942), En el viejo Buenos Aires (Antonio Momplet, 1942).
Els anys que va passar emigrant el van afeblir fortament, i va haver de parar de dirigir a causa de problemes de cor i d'artritis. Va morir el 20 de desembre del 1942 a causa d'un vessament cerebral.

## Anècdotes sobre els seus fills
Els seus dos fills van tenir també certa fama:
Robert Girard (1899-1978), compositor d'operetes i lletrista de cançons. Va refer Die Kaste Susanne.
Henry Winterfeld (1901-1990), amb el pseudònim de Manfred Michael, va ser autor de llibres juvenils.

## Obra[3][8]

### Música de teatre
| Obra (nom original)                                       | Autor(s) del llibret                                     | Gènere                               | Llargada          | Data (i lloc) d'estrena          |
| --------------------------------------------------------- | -------------------------------------------------------- | ------------------------------------ | ----------------- | -------------------------------- |
| Das Jungfernstift                                         | Ernest Guinot                                            | Vodevil-opereta                      | 4 actes           | 1901 (Hamburg)                   |
| Der Prinzregent                                           | Hans Forsten                                             | Opereta                              | 3 actes           | 1903 (Hamburg)                   |
| Jou-Jou                                                   | Hans Buchholz                                            | Vodevil                              | 4 actes           | 1903 (Hamburg)                   |
| Onkel Casimir                                             | Heinz Gorden                                             | Opereta                              | 1 acte            | 1908 (Düsseldorf)                |
| Polnische Wirtschaft                                      | Curt Kraatz i Georg Okonkowski                           | Vodevil-farsa                        | 3 actes           | 1909 (Cottbus); 1910 (Berlin)    |
| Die keusche Susanne                                       | Georg Okonkowski                                         | Opereta                              | 3 actes           | 26 de febrer de 1910 (Magdeburg) |
| Die lieben Ottos                                          | Xanrof, Jean Kren i Alfred Schönfeld                     | Farsa                                | 3 actes           | 1911 (Berlin)                    |
| Die moderne Eva                                           | Georg Okonkowski i Alfred Schönfeld                      | Opereta                              | 3 actes           | 1911 (Berlin)                    |
| Das Autoliebchen                                          | Jean Kren i Alfred Schönfeld                             | Farsa amb cant i dansa               | 3 actes           | 1912 (Berlin)                    |
| So bummeln wir                                            | Gustav Kadelburg                                         | Farsa                                | 3 actes           | 1912 (Berlin)                    |
| Die elfte Muse                                            | Georg Okonkowski                                         | Opereta                              | 3 actes           | 1912 (Hamburg)                   |
| Die Kino-Königin (adaptació pel cinema de Die elfte Muse) | Georg Okonkowski i Julius Freund                         | Film-opereta                         | 3 actes           | 1913 (Berlin)                    |
| Puppchen                                                  | Jean Kren, Curt Kraatz i Alfred Schönfeld                | Farsa amb cant i dansa               | 3 actes           | 1912 (Berlin)                    |
| Die Reise um die Erde in vierzig Tagen                    | Julius Freund                                            | "Ausstattungsstück" amb cant i dansa | -                 | 1913 (Berlin)                    |
| Die Tangoprinzessin                                       | Jean Kren, Curt Kraatz i Alfred Schönfeld                | Farsa amb cant i dansa               | 3 actes           | 1913 (Berlin)                    |
| Fräulein Trallala                                         | Georg Okonkowski i Leo Leipziger                         | Farsa amb cant                       | 3 actes           | 1913 (Königsberg)                |
| Die Sünde des Lulatsch                                    | Hugo Doblin                                              | Opereta burlesca                     | 3 actes           | 1914 (Chemnitz)                  |
| Wenn der Frühling kommt!                                  | Jean Kren, Georg Okonkowski i Alfred Schönfeld           | Farsa amb cant i dansa               | 3 actes           | 1914 (Berlin)                    |
| Kam’rad Männe                                             | Jean Kren, Georg Okonkowski i Alfred Schönfeld           | Farsa popular amb cant               | 3 actes           | 1914 (Berlin)                    |
| Woran wir denken                                          | Franz Arnold i Walter Turszinsky                         | "Zeitbild"                           | -                 | 1914 (Berlin)                    |
| Drei Paar Schuhe                                          | Jean Kren i Alfred Schönfeld                             | "Lebensbild" amb cant                | -                 | 1915 (Berlin)                    |
| Jung muß man sein                                         | Leo Leipziger i Erich Urban                              | Opereta                              | 3 actes           | 1915 (Berlin)                    |
| Das Fräulein vom Amt                                      | Georg Okonkowski i Franz Arnold                          | Opereta                              | 3 actes           | 1915 (Berlin)                    |
| Der tapfere Ulan                                          | Karl Hermann                                             | Marxes de nadal                      | -                 | 1915 (Berlin)                    |
| Arizonda                                                  | Felix Dörmann                                            | Opereta                              | 1 acte            | 1916 (Viena)                     |
| Blondinchen                                               | Jean Kren, Curt Kraatz i Alfred Schönfeld                | Joc-farsa amb cant i dansa           | 3 quadrats        | 1916 (Berlin)                    |
| Die Fahrt ins Glück                                       | Franz Arnold i Ernst Bach                                | Opereta                              | 3 actes           | 1916 (Berlin)                    |
| Das Vagabunden-Mädel                                      | Jean Kren, Robert Buchbinder i Alfred Schönfeld          | Joc-farsa amb cant i dansa           | 3 actes           | 1916 (Berlin)                    |
| Die Dose Sr. Majestät                                     | Rudolf Presbet i Leo Walther Stein                       | Singspiel                            | 3 actes           | 1917 (Berlin)                    |
| Der verliebte Prinz                                       | Georg Okonkowski i Hans Bachwitz                         | Opereta                              | 3 actes           | 1917 (Berlin)                    |
| Der ersten Liebe goldene Zeit                             | Leo Kastner                                              | Singspiel                            | 3 actes           | 1918 (Dresden)                   |
| Eheurlaub                                                 | Julius Horst i Hans Bachwitz                             | "Schwank" amb cant                   | 3 actes           | 1918 (Breslau)                   |
| Zur wilden Hummel                                         | Jean Kren i Eduard Ritter                                | Farsa cantada                        | 3 actes           | 1919 (Berlin)                    |
| Die Schönste von allen                                    | Georg Okonkowski                                         | Opereta                              | 3 actes           | 1919 (Berlin)                    |
| Die Frau im Hermelin                                      | Rudolph Schanzer i Ernst Welisch                         | Opereta                              | 3 actes           | 23 d'agost de 1919 (Berlín)      |
| Der Geiger von Lugano                                     | Rudolph Schanzer i Ernst Welisch                         | Opereta                              | Preludi i 2 actes | 1920 (Berlin)                    |
| Onkel Muz                                                 | Bruno Decker i Robert Pohl                               | Peça popular amb cant                | 3 actes           | 1921 (Halle)                     |
| Die Braut des Lucullus                                    | Rudolph Schanzer i Ernst Welisch                         | Opereta                              | 3actes            | 1921 (Berlin)                    |
| Prinzessin Olala                                          | Rudolph Schanzer i Rudolf Bernauer                       | Vodevil-opereta                      | 3 actes           | 1921 (Berlin)                    |
| Dorine und der Zufall                                     | Fritz Grünbaum i Wilhelm Sterk                           | "Lustspiel" amb music                | 3 actes           | 1922 (Berlin)                    |
| Die kleine Sünderin                                       | Hans Hellmut Zerlett i Willy Prager                      | "Operettenschwank"                   | 3 actes           | 1922 (Berlin)                    |
| Katja, die Tänzerin                                       | Leopold Jacobson i Rudolf Oesterreicher                  | Opereta                              | 3 actes           | 1923 (Viena)                     |
| Das Weib in Purpur                                        | Leopold Jacobson i Rudolf Oesterreicher                  | Opereta                              | 3 actes           | 1923 (Viena)                     |
| The red robe (adaptació de Das Weib un Purpur)            | H.B. Smith                                               | -                                    | -                 | 1928 (Nova York)                 |
| Der Gauklerkönig                                          | Rudolf Presber, Leo Walther Stein i Hans Hellmut Zerlett | Opereta                              | 3 parts           | 1923 (?)                         |
| Zwei um eine                                              | Leopold Jacobson                                         | Opereta                              | 3 actes           | 1924 (?)                         |
| Die Geliebte Sr. Hoheit                                   | Rudolf Bernauer i Rudolf Oesterreicher                   | Opereta                              | 3 actes           | 1924 (Berlin)                    |
| Uschi                                                     | Leo Kastner i Alfred Möller                              | Opereta                              | 3 actes           | 1925 (Hamburg)                   |
| Yvonne (adaptació de Uschi)                               | Percy Greenbank                                          | -                                    | -                 | 1926 (Londres)                   |
| Annemarie                                                 | Georg Okonkowski i Robert Gilbert                        | Opereta                              | 3 actes           | 1925 (Berlin)                    |
| Der Lebenskünstler                                        | Leo Kastner i Alfred Möller                              | Opereta                              | 3 actes           | 1925 (Dresden)                   |
| Das Spiel um die Liebe                                    | Rudolph Schanzer i Ernst Welisch                         | Opereta                              | 3 actes           | 1925 (Berlin)                    |
| Lene, Lotte, Liese - Josefines Töchter                    | Georg Okonkowski i Robert Gilbert                        | Peça popular                         | 3 actes           | 1926 (Berlin)                    |
| In der Johannisnacht                                      | Robert Gilbert, Gaston de Caillavet i Etienne Rey        | "Lustspiel" musical                  | 3 actes           | 1926 (Hamburg)                   |
| The Girl from Cooks                                       | R. H. Burnside i Greatrex Newman                         | -                                    | -                 | 1927 (London)                    |
| Eine Nacht in Kairo                                       | Leopold Jacobson i Bruno Hardt-Warden                    | Opereta                              | 3 actes           | 1928 (Dresden)                   |
| Hotel Stadt Lemberg                                       | Ernst Neubach                                            | Teatre musical                       | 3 actes           | 1929 (Hamburg)                   |
| Das Mädel am Steuer                                       | Rudolph Schanzer i Ernst Welisch                         | "Spiel"                              | 3 actes           | 1930 (Berlin)                    |
| Lovely Lady                                               | Hans Hellmut Zerlett i Robert Gilbert                    | -                                    | -                 | 1932 (Londres)                   |
| Die Dame mit dem Regenbogen                               | Julius Brammer i Gustav Beer                             | Opereta                              | 3 actes           | 1933 (Viena)                     |

### Música de pel·lícules
| Nom del film (nom original) | Lloc      | Any  |
| --------------------------- | --------- | ---- |
| Nur du                      | Alemanya  | 1930 |
| Eine Stunde Glück           | Alemanya  | 1930 |
| Die Spanische Fliege        | Alemanya  | 1931 |
| Zwei Herzen und Ein Schlag  | Alemanya  | 1932 |
| Doña Francisquita           | Espanya   | 1936 |
| La Chaste suzanne           | França    | 1937 |
| La Casta Susanna            | Argentina | 1941 |
| Novios Para Las Muchachas   | Argentina | 1941 |
| El pijama de Adán           | Argentina | 1942 |
| Su primer baile             | Argentina | 1942 |
| En el viejo Buenos Aires    | Argentina | 1942 |